# New English Art Club

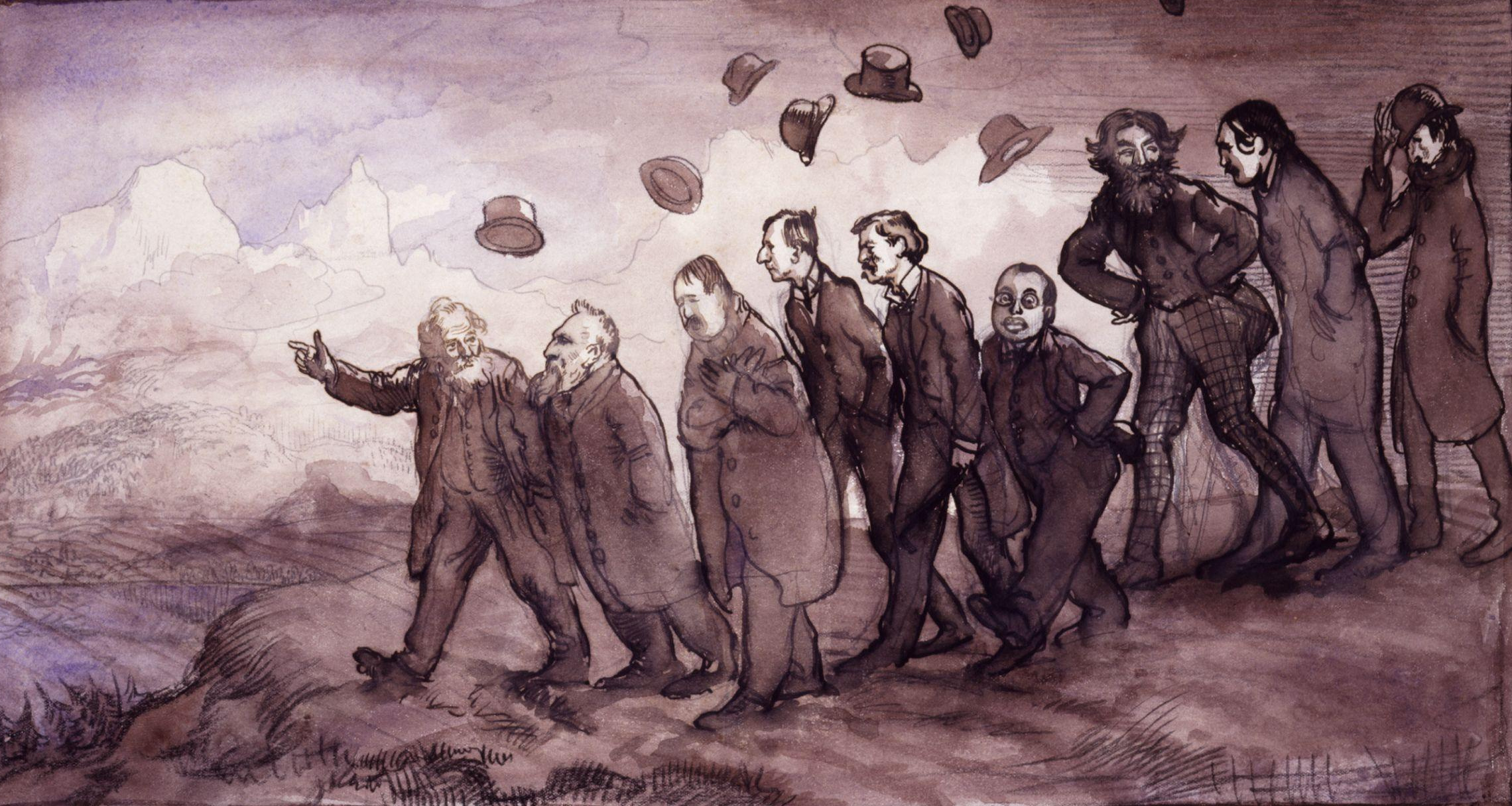
Portrait des membres du New English Art Club, par William Orpen.

Le New English Art Club (NEAC) est une société artistique anglaise fondée à Londres en 1885 en réaction à la Royal Academy.

## Histoire
Les jeunes artistes anglais qui reviennent après avoir effectué leurs études artistiques à Paris, organisent la première exposition du New English Art Club en avril 1886. Parmi eux, figurent Frank Bramley, George Clausen, Stanhope Forbes, Thomas Cooper Gotch, John Singer Sargent, Solomon Joseph Solomon, et Philip Wilson Steer, 
Les premières expositions ont eu lieu à l'Egyptian Hall.
L'impressionnisme était bien représenté au NEAC, par rapport au style académique qui dominait à la Royal Academy. Pendant un certain temps, le NEAC a été considérée comme un tremplin pour accéder à la Royal Academy. À partir de 1907, les jeunes artistes britanniques lui tournent le dos. L'Allied Artists' Association est fondée l'année suivante en réaction à son conservatisme.
Aujourd'hui, le NEAC est fidèle au réalisme de la figuration, tandis que la Royal Academy a fini par s'ouvrir à l'art abstrait et conceptuel.
Les membres historiques et les exposants du NEAC comprennent Thomas Kennington (membre fondateur et premier secrétaire), Frank Bramley (membre fondateur), Frederick Brown (membre fondateur), Lindsay Bernard Hall (membre fondateur,), Alfred William Rich, Margaret Preston, Walter Sickert, Spencer Frederick Gore, Augustus John, Charles Wellington Furse, William Rothenstein, Thomas Cooper Gotch, Mary Sargant Florence, Henry Strachey, Clare Atwood, Eve Garnett, Frank McEwen, James Jebusa Shannon, James Jebusa Shannon, Cecil Mary Leslie, Mary Elizabeth Atkins, Philip Wilson Steer, William Brown Macdougall, Neville Bulwer-Lytton, Muirhead Bone, David Muirhead, John Muirhead, Robert Bevan, Stanisława de Karłowska, Dugald Sutherland MacColl, Neville Lewis, Charles Holmes, Carron O Lodge, Geoffrey Tibble, Alexander Mann, Katie Edith Gliddon, Hercules Brabazon Brabazon et Frank Hughes.
Le NEAC est l'une des sociétés membres de la Federation of British Artists.

## Membres notables
- William Bowyer
- Michael Brockway
- Bob Brown
- Paul Curtis
- Bernard Ecclestone[réf. nécessaire]
- Fred Dubery
- Bernard Dunstan
- Cyril Goldie
- Charlotte Halliday
- Margaret Thomas